# 胜利油田

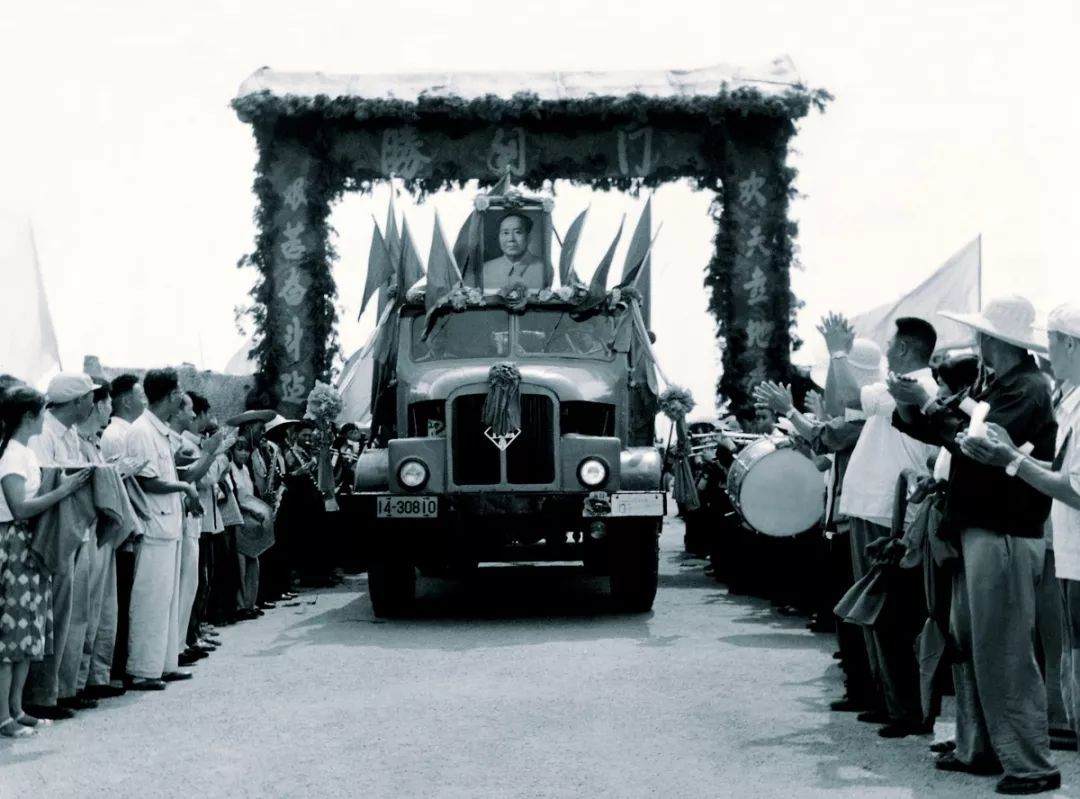
1963年12月7日，第一辆载满石油的卡车驶出胜利油田“胜利门”

胜利油田曾是中国第二大油田。主要分布在山东省的东营、滨州等8个市地28个县区境内，主体部分在东营市境内。经过40年的开发建设，陆续发现了69个油田，原油最高年产量达3355.19万吨，到2003年累计生产原油7.99亿吨。2003年生产原油2665.51万吨、天然气8.1亿立方米。2004年该油田原油产量达到2674万吨，创过去4年最高纪录，天然气产量达到9亿立方米，为过去6年最高。2012年胜利油田生产原油2755万吨，连续17年（1996年至2012年）产量稳定在2700万吨的水平上。
在利用新的地质勘探技术对不同地层勘探以后，该油田已新发现6.46亿吨原油储量，仅2004年该油田就新发现原油储量2812万吨。预计，经改造的旧油田和新油田的新增产量将达到132万吨。截至2013年12月31日，中石化胜利油田全面完成2013年生产经营任务，全年新增控制储量8175万吨、预测储量9128万吨，生产原油2776.2万吨。至此，胜利油田已连续18年原油产量稳定在2700万吨以上。目前逐漸往渤海海域的海底區域開發，已經出現近岸鑽井平台。
2013年，胜利油田抓稳东部、西部两大油气勘探区块，围绕“精细勘探东部稳定基础、创新突破西部加快发展”，突出油气发现和商业发现，优化勘探部署，强化经济评价。东部老区创造了“两个油气新发现、七个商业发现”的新成果，西部新区也取得了“一个油气发现、二个商业发现、三个好苗头”的勘探成果。全年新增预测储量9128万吨，新增控制储量8175万吨。
目前由隶属于中国石油化工股份有限公司的胜利油田分公司负责胜利油田的油气勘探、开采、生产和储运。胜利油田的行政机关为胜利石油管理局，办公地址为东营市济南路125号。胜利油田有自己独立的新闻媒体——胜利油田电视台、胜利日报，主要受众为油田职工和家属。

## 事故
2010年9月7日晚，东营胜利油田作业3号平台发生倾斜事故，致4人落海、32人受困。截至8日上午10时，平台上32名被困人员均已成功转移，2名落水人员获救，仍有2名落水人员失踪。中石化新闻发言人称，事故钻井平台发生倾斜是受到“玛瑙”台风影响，目前没有发生原油泄漏事件。